# Сан Марино
Сан Марино (итал. San Marino), званично Најузвишенија Република Сан Марино, или често скраћено као Република Сан Марино, држава је у јужној Европи, на источном ободу Апенина. У потпуности је окружен територијом Италије.
Смештен на североисточној страни Апенинских планина, Сан Марино покрива површину од нешто више од 61 km2 (24 sq mi) и има 33 562 становника. Главни град је град Сан Марино, а његово највеће насеље је Догана. Службени језик Сан Марина је италијански.
Држава је добила име по Светом Марину, клесару са тадашњег римског острва Раба, у данашњој Хрватској. Рођен је 275. године. Марин је учествовао у обнови Риминиских градских зидина након што су их либурнски гусари уништили. Затим је Марин основао независну монашку заједницу на Монте Титану АД године; стога Сан Марино тврди да је најстарија постојећа суверена држава, као и најстарија уставна република.
Политика Сан Марина се руководи његовим уставом који диктира да сваких шест месеци парламент Сан Марина мора да изабере два капетанска регента. Капетански регенти имају једнака овлашћења и слободни су да их спроводе у оквиру граница устава и парламентарног законодавства до истека њиховог мандата.
Економија земље углавном се заснива на финансијама, индустрији, услугама и туризму. То је једна од најбогатијих земаља света по БДП-у по глави становника, са цифром која је упоредива са најразвијенијим европским регионима. Сматра се да Сан Марино има веома стабилну економију, са једном од најнижих стопа незапослености у Европи, без државног дуга и буџетским суфицитом.

## Географија
Сан Марино је енклава окружена Италијом у јужној Европи. Једна је од само три земље на свету које су потпуно затворене другом земљом (друге су Ватикан, такође ограђен од Италије, и Лесото, окружен Јужном Африком). То је трећа најмања држава у Европи, после Ватикана и Монака, и пета најмања држава на свету.
Граничи се са два италијанска региона, на североистоку са Емилијом Ромањом и регионом Марке на југозападу. Удаљеност између најсеверније и најјужније границе Сан Марина износи 12 km. Има површину од 60,57 km².
Сан Марино се налази у брдовитој унутрашњости Апенинског полуострва, око 15 km југозападно од јадранске обале Риминија. Највиши врх је Монте Титано чија висина је 739 m на развођу река Марекија на западу и Марекија Конка на истоку.
Стрме падине планине Титано, као и други стрми пејзажи Сан Марина, прекривени су прилично густом вегетацијом, типичном за медитерански екосистем. Ту се могу видети и шуме лишћара, испуњене јаворовима и храстовима и пространства четинара, посебно много борова. У жбунастим пределима доминирају стабла ловора, мирте, лаванде, јагоде и маслине.
Фауна овог региона се углавном састоји од врста које су биле у стању да се прилагоде или чак искористе људско присуство: лисице, зечеви, јежеви и куне. Друге животиње, као што су срндаћ или ласица, населиле су се у шумским пределима који нуде добру заштиту. Врсте птица су једнако разноврсне: соколови се гнезде, на пример, на најстрмијим стенама или на врховима дрвећа. Од птица певачица могу се наћи: славуј, чешљугар и јуричица.

### Клима
Клима је влажног суптропског типа, али је блажа него у приморју због надморске висине. Лети температура варира од 20 °C до 30 °C, а зими од -2 °C до 10 °C. Просечне падавине износе 550 mm годишње.
| Клима Сан Марина            | Клима Сан Марина | Клима Сан Марина | Клима Сан Марина | Клима Сан Марина | Клима Сан Марина | Клима Сан Марина | Клима Сан Марина | Клима Сан Марина | Клима Сан Марина | Клима Сан Марина | Клима Сан Марина | Клима Сан Марина | Клима Сан Марина |
| Показатељ \ Месец           | .Јан.            | .Феб.            | .Мар.            | .Апр.            | .Мај.            | .Јун.            | .Јул.            | .Авг.            | .Сеп.            | .Окт.            | .Нов.            | .Дец.            | .Год.            |
| --------------------------- | ---------------- | ---------------- | ---------------- | ---------------- | ---------------- | ---------------- | ---------------- | ---------------- | ---------------- | ---------------- | ---------------- | ---------------- | ---------------- |
| Максимум, °C (°F)           | 7 (45)           | 9 (48)           | 14 (57)          | 17 (63)          | 23 (73)          | 28 (82)          | 30 (86)          | 30 (86)          | 25 (77)          | 20 (68)          | 13 (55)          | 8 (46)           | 18,7 (65,5)      |
| Просек, °C (°F)             | 4 (39)           | 5,5 (41,9)       | 10 (50)          | 13 (55)          | 18,5 (65,3)      | 23 (73)          | 25 (77)          | 25 (77)          | 20,5 (68,9)      | 16 (61)          | 10 (50)          | 5,5 (41,9)       | 14,67 (58,33)    |
| Минимум, °C (°F)            | 1 (34)           | 2 (36)           | 6 (43)           | 9 (48)           | 14 (57)          | 18 (64)          | 20 (68)          | 20 (68)          | 16 (61)          | 12 (54)          | 7 (45)           | 3 (37)           | 10,7 (51,3)      |
| Количина падавина, mm (in)  | 34,0 (1,339)     | 37,6 (1,48)      | 34,2 (1,346)     | 51,5 (2,028)     | 41,6 (1,638)     | 36,0 (1,417)     | 34,5 (1,358)     | 49,2 (1,937)     | 85,6 (3,37)      | 69,8 (2,748)     | 59,2 (2,331)     | 75,4 (2,969)     | 608,6 (23,961)   |
| Извор: World Weather Online |                  |                  |                  |                  |                  |                  |                  |                  |                  |                  |                  |                  |                  |

## Историја

### Оснивање
Према предању, Сан Марино је основан 301. године када је Свети Марин из Далмације, побегао са далматинског острва Раба како би се спасио Диоклецијана, антихришћанског римског императора. Марин се сакрио на врху планине Монте Титано, где је саградио малу цркву и тако основао садашњи град и државу Сан Марино.
Сан Марино је једна од најстаријих држава на свету. Званично је основана 3. септембра 301. године, али је била у саставу тадашњег Римског царства. Кјезануова је одлучила да се придружи држави 1320. године, а 1420. године у састав су ушли Фаетано, Фјорентино, Монтеђардино и Серавале. Од тада су границе земље непромењене.

### Нови век
Сан Марино је био под страном војном окупацијом три пута у историји и то увек накратко. Чезаре Борџија, син папе Александра VI је 1503. године шест месеци окупирао Републику све док наследник његовог оца, папа Јулије II, није интервенисао и обновио независност земље.
Дана 4. јуна 1543. године, Фабијано ди Монте Сан Савино, нећак каснијег папе Јулије III, покушао је да освоји републику, али његова пешадија и коњица нису успели јер су се изгубили у густој магли, коју су Санмаринци приписивали Светом Квирину, чији је празник био.
Сан Марино је усвојио писани устав 8. октобра 1600. године.
Након што је Војводство Урбино припојено Папској држави 1625. године, Сан Марино је постао енклава унутар папских држава. То је довело до тражења формалне заштите Папске државе 1631. године, али то никада није представљало де папску контролу над републиком.
Кардинал Алберони је 17. октобра 1739. године окупирао земљу, али грађанска непослушност и тајне поруке послате папи Клементу XII резултовале су у признавање права Сан Марина и повраћај независности, 5. фебруара 1740. године. То се десило на празник Свете Агате и она је од тада постала заштитница Сан Марина.
Напредовање Наполеонове војске 1797. године представљало је кратку претњу независности Сан Марина, али је земљу од губитка слободе спасио један од њених регента, Антонио Онофри, који је успео да задобије поштовање и пријатељство Наполеона. Због Онофријеве интервенције, Наполеон је у писму Гаспару Монжу, научнику и комесару француске владе за науку и уметност, обећао да ће гарантовати и заштитити независност Републике, чак је понудио и проширење њене територије према њеним потребама. Понуду су регенти одбили, плашећи се будуће одмазде од реваншизма других држава.
Ђузепе Гарибалди је ујединио Италију 1860. године а своје склониште од непријатеља направио је у Сан Марину. Тамо је добио новчану помоћ и намирнице које су му биле потребне да доврши своју кампању. Гарибалди је гарантовао да ће Сан Марино увек бити независна суверена држава. Сан Марино и Краљевина Италија потписали су Конвенцију о пријатељству 1862. године.

### Савремено доба
Током Првог светског рата, када је Италија објавила рат Аустроугарској 24. маја 1915, Сан Марино је остао неутралан, а Италија је била непријатељски настројена због те одлуке, сумњајући да би Сан Марино могао да пружи уточиште аустријским шпијунима којима би се могао дати приступ новој радиотелеграфској станици. Италија је покушала насилно да успостави одред карабињера у Републици, а када то није успела, прекинула је телефонске линије у Сан Марину. Две групе од по десет добровољаца придружиле су се италијанским снагама у борбама на италијанском фронту, прва као борци, а друга као медицински корпус који је управљао пољском болницом Црвеног крста. Постојање ове болнице касније је условило да Аустроугарска обустави дипломатске односе са Сан Марином.
Током Другог светског рата, Сан Марино је остао неутралан, иако је у чланку у Њујорк тајмсу погрешно објављено да је објавио рат Уједињеном Краљевству, 17. септембра 1940. године.Влада Сан Марина је касније пренела поруку британској влади у којој су негирали ову тврдњу.
Сан Марино је 26. јуна 1944. године бомбардовало Краљевско ратно ваздухопловство, верујући да су Сан Марино преплавиле немачке снаге и да се користи за прикупљање залиха и муниције. Бачено је преко 250 бомби које су оштетиле железницу и убиле 63 особе. Влада Сан Марина је истог дана изјавила да се на њеној територији не налазе никаква војна постројења или опрема и да није дозвољен улазак зараћеним снагама. Сан Марино је прихватио хиљаде цивилних избеглица када су савезничке снаге прешле Готску линију.
Сан Марино је имао прву демократски изабрану комунистичку владу на свету – коалицију између Комунистичке партије Сан Марина и Социјалистичке партије Сан Марина, која је била на власти између 1945. и 1957. године.
Постао је члан Савета Европе 1988. и Уједињених нација 1992. године. Није члан Европске уније, иако користи евро као своју валуту (иако правно није део еврозоне). Пре увођења евра, валута земље била је санмаринска лира.

## Становништво
Према проценама из септембра 2023, популација Сан Марина износи 33.896, од којих су 28.226 држављани Сан Марина, 4.881 су држављани Италије, док су 789 становника држављани неке друге државе. Око 12.000 пореклом из Сан Марина живи у иностранству (5.700 у Италији, 3.000 у САД, 1.900 у Француској и 1.600 у Аргентини).
Први попис након 1976. био је одржан 2011. Међутим, 13% породица није вратило формуларе.
Италијански језик се највише говори. Такође, има доста говорника ромањолског језика.

### Религија
| Религије        | %     |
| --------------- | ----- |
| Римокатолици    | 97.2% |
| Протестанти     | 1.1%  |
| Остали хришћани | 0.7%  |
| Јевреји         | 0.1%  |
| Други           | 0.1%  |
| Нерелигиозни    | 0.7%  |
| Без одговора    | 0.1%  |

Сан Марино је претежно католичка држава — преко 97% становништва следи римокатоличку веру, али католичанство није државна религија. Око половине оних који се изјашњавају као католици, практикују веру. У Сан Марину нема бискупске столице, мада је његово име део данашњег бискупијског наслова. Историјски, различите жупе у Сан Марину биле су подељене између две италијанске бискупије, углавном у бискупији Монтефелтро, а делом у Риминији. Године 1977, подешена је граница између Монтефелтра и Риминија тако да је цео Сан Марино пао у бискупију Монтефелтро. Бискуп Монтефелтро-Сан Марина борави у Пенабилију, у италијанском округу Пезаро и Урбино.
Према правилима о порезу на доходак, постоји одредба да порески обвезници имају право да захтевају доделу 0,3% свог пореза за доходак Католичке цркве или за добротворна друштва. Цркве обухватају две верске групе Валденске цркве и Јеховине сведоке.
Римокатоличка бискупија Сан Марино-Монтефелтро била је до 1977. године историјска бискупија Монтефелтро. То је суграган надбискупије Равена-Червија. У бискупију су укључене све жупе Сан Марина. Најраније помињање Монтефелтра, као Мона Феретри, налази се у дипломама којима је Карло Велики потврдио донацију Пепина. Први познати бискуп Монтефелтрабио је Агато (826), чије је пребивалиште било у Сан Леу. Под бискупом Фламиниосом Дондијем (1724), столица је поново пренета у Сан Лео, али је касније враћена у Пенабили. Историјска бискупија била је супраган надбискупије Урбино. Од 1988. године формално постоји апостолска нунцијатура за републику, али је нунциј задужен за Италију.
У Сан Марину постоји Јеврејско присуство најмање 600 година. Прво помињање Јевреја у Сан Марину датира са краја 14. века, у званичним документима који бележе пословне трансакције Јевреја. Много је докумената у периоду од 15. до 17. века који описују јеврејске договоре и потврђују присуство јеврејске заједнице у Сан Марину. Јеврејима је влада дозволила службену заштиту.
Током Другог светског рата, Сан Марино је обезбедио уточиште за више од 100.000 Италијана и Јевреја (отприлике 10 пута више од Самаринизке популације у то време) од нацистичког прогона. Према подацима из 2012. године, остало је мало Јевреја. У 2019. години отворена је 'Капела три религије', прва таква врста грађевина посвећена међурелигијском дијалогу.

## Административна подела
Сан Марино је подељен у девет кастела (општина). Највећи град у држави је Догана са 7.000 становника. Налази се на граници са Италијом и припада највећем округу Серавале. Главни град је Сан Марино који има 4.063 становника.
| Општине у Сан Марину |                               |              |              |              |              |              |
| Број                 | Назив општине                 | Површина km² | Становништво | Становништво | Становништво | Становништво |
| Број                 | Назив општине                 | Површина km² | 1986.        | 1996.        | 2006.        | 2019.        |
| 1.                   | Аквавива - Acquaviva          | 4,86         | 1.148        | 1.264        | 1.881        | 2.167        |
| 2.                   | Борго Мађоре - Borgo Maggiore | 9,01         | 4.421        | 5.358        | 6.061        | 6.946        |
| 3.                   | Домањано - Domagnano          | 6,62         | 1.885        | 2.207        | 2.899        | 3.584        |
| 4.                   | Кјезануова - Chiesanuova      | 5,46         | 724          | 866          | 1.036        | 1.152        |
| 5.                   | Монтеђардино - Montegiardino  | 3,31         | 557          | 717          | 843          | 966          |
| 6.                   | Сан Марино - San Marino       | 7,09         | 4.179        | 4.350        | 4.409        | 4.063        |
| 7.                   | Серавале - Serravalle         | 10,53        | 6.995        | 8.085        | 9.847        | 10.976       |
| 8.                   | Фаетано - Faetano             | 7,75         | 738          | 870          | 1.139        | 1.168        |
| 9.                   | Фјорентино - Fiorentino       | 6,56         | 1.478        | 1.798        | 2.253        | 2.552        |
|                      | Сан Марино                    | 61,19        | 22.125       | 25.515       | 30.368       | 33.574       |

## Привреда
Сан Марино нема природних ресурса, тако да се његова територија користи за пољопривреду. Узгајају се житарице, вино, маслине и воће. Од животиња узгајају се говеда и свиње. Све до шездесетих година 20. века становници Сан Марина су живели од пољопривреде. Од тада почињу да се развијају и друге делатности као што су занатство, трговина и пре свега туризам. Сан Марино извози вино, лан, занатске производе и маркице. Продаја маркица представља 10% бруто домаћег производа. Други велики извор профита је туризам, који директно или индиректно чини 60% државне зараде. Становници Сан Марина не плаћају никакав или плаћају врло мали порез. Просечна годишња зарада износи 10.300 долара. У сектору услуга ради 52% активног становништва, 41% у секундарном сектору и 7% у пољопривреди. Од јануара 2002. званични новац Сан Марина је евро, а пре тога то је била италијанска лира.

### Саобраћај
У држави постоји 220 км  путева. Главни је аутопут Сан Марино дужине 8,9 km. Таблице на возилима су беле бојима са плавим бројевима и грбом. У Сан Марину нема међународних аеродрома, али постоји мала приватна писта која се налази у Торачију. Већина туриста који стигну авионом слете на међународни аеродром Федерико Фелини који се налази у близини италијанског града Риминија. Између Риминија и града Сан Марина постоји редовна аутобуска линија која је популарна и међу туристима и радницима који путују у Сан Марино из Италије. Јавни превоз у Сан Марину састоји се од осам локалних аутобуских линија.
Ограничена лиценцирана такси служба ради широм земље. У Републици послује седам лиценцираних такси компанија, а италијански таксији редовно раде у Сан Марину када превозе путнике покупљене на италијанској територији. Постоји жичара дужине 1,5 километара  која повезује град Сан Марино на врху Монте Титана са Борго Мађорем.
Данас у Сан Марину не постоји железница, али је постојала у кратком периоду пре Другог светског рата. Пруга је отворена 12. јуна 1932. године. Била је то електрична железница, напајана из надземних каблова. Имала је велику фреквенцију путника, али је током Другог светског рата скоро потпуно уништена. Многи објекти као што су мостови, тунели и станице остају видљиви и данас, а неки су претворени у паркове, јавне пешачке стазе или саобраћајнице.
Две реке протичу кроз Сан Марино, али нема већег воденог саобраћаја или луке.

## Спорт
Сан Марино је познат по трци Формуле 1. Трка се не вози на територији Сан Марина већ 100 km северозападно одатле у Имоли. До тога је дошло 1980. када је Велика награда Италије из Монце пребачена у Имолу. Услед протеста одлука је следеће године поништена, а како Италија није могла да има две трке, трка у Имоли се од 1981. вози као Велика награда Сан Марина.
Иако Сан Марино има малу популацију има сопствени фудбалски шампионат и фудбалски савез основан 1931. Првенство се састоји из петнаест екипа које су у почетку подељене у две групе од по седам и осам екипа, а затим по три првопласиране иду даље и боре се за првака по куп формату.
Прву медаљу за Сан Марино на Олимпијским играма је освојила такмичарка у стрељаштву Алесандра Перили. Погодила је 29 мета у финалу, надмашивши три од пет ривалки и тако стигла до бронзе у Токију 2020. године. Неколико дана касније, спортисти Сан Марина су освојили још две медаље на играма у Токију, сребро у стрељаштву и бронзану медаљу рвач Мајлс Амин.

## Галерија
- Борго Мађоре
- Монтеђардино
- Серавале
- Сан Марино
- Регистарска ознака